# پتر ووسا
پتر ووسا (استونیایی: Peeter Võsa؛ زادهٔ ۲۸ دسامبر ۱۹۶۷) روزنامه‌نگار، سیاستمدار و نماینده سابق مجلس اهل استونی است.